# Menelique I
Menelique (Menelik), o primeiro Imperador da Etiópia, tradicionalmente acredita-se ser o filho do rei Salomão de Israel e Maqueda, a Rainha de Sabá. Sua história está no livro etíope Kebra Negast.
Maqueda, rainha da Etiópia há seis anos, viajou para Jerusalém para conhecer a sabedoria de Salomão. Salomão usou um truque, fez a rainha, que era virgem, ficar com sede, e trocar sua virgindade por água.
Nove meses e cinco dias após a Rainha ter se separado de Salomão, na terra de BÂLÂ ZADÎSÂRĔYÂ, a rainha deu à luz um menino, que foi chamado de BAYNA-LEḤKEM.  De acordo com lendas etíopes ele nasceu na província de Hamasien em Eritrea. 
Aos doze anos de idade, o menino quis saber quem era seu pai, e ouviu que era o rei Salomão, mas a rainha disse que ela era seu pai e sua mãe, mas depois que ele perguntou pela terceira vez, ela disse que seu pai era de um país distante. Aos vinte e dois anos de idade, resolveu visitar seu pai.
Quando ele chegou a Israel, foi recebido como tendo vindo dos domínios de Candace e da Etiópia, e foi reconhecido como filho de Salomão;  Salomão pretendia, com mil mulheres diferentes, ter mil filhos homens, para conquistar as terras de todos seus inimigos, mas só teve três filhos homens, dentre os quais o mais velho, o filho da Rainha da Etiópia, era o filho da profecia. Reoboão tinha então sete anos de idade e era o único filho homem que estava com Salomão.
Tradicionalmente se credita que trouxe a Arca da Aliança para a Etiópia, quando ao alcançar maioridade, fora visitar Jerusalém a fim de conhecer o pai. 
De acordo com o Kebra Negast, o rei Salomão tinha a intenção de enviar para o filho alguns nobres sacerdotes do templo e guerreiros junto com Menelique no retorno dele para o reino de Sabá. É suposto que ele tenha tido uma réplica da Arca, mas conta a lenda que o filho de Zadok o sumo-sacerdote trocou a réplica secretamente com a real Arca, permanecendo na Etiópia até os dias de hoje, mais exatamente na antiga cidade de Axum. 
Na morte de Maqueda, Menelique assumiu o trono com o título "novo de Imperador" e "Rei dos Reis de Etiópia". Ele fundou a "dinastia salomônica" da Etiópia que governou o país com poucas interrupções durante aproximadamente três mil anos ou 225 gerações, depois terminadas com o Imperador Haile Selassie em 1974.